# Milan Gutović
Milan Gutović, serb. Милан Гутовић (ur. 11 sierpnia 1946 w Umce, zm. 25 sierpnia 2021 w Belgradzie) – serbski aktor teatralny i filmowy, artysta kabaretowy oraz osobowość telewizyjna.

## Życiorys
Gutović urodził się 11 sierpnia 1946 roku w podmiejskiej dzielnicy Umki w Belgradzie. Ukończył studia w Akademii Teatralnej, Filmową, Radiowej i Telewizyjnej w Belgradzie i został członkiem Jugosłowiańskiego Teatru Dramatycznego w 1967 roku.
Debiutem filmowym Gutovicia był film z 1968 roku Bekstva. Gutović pracował zarówno w przemyśle filmowym, jak i teatralnym.
Gutović miał dwóch synów, Jakova i Spasoje, był żonaty z Biljaną Knežević do 2011 roku, Gutović miał także córkę Milicę, aktorkę i baletnicę z pierwszego małżeństwa. Gutovic miał starszą siostrę Bojanę.
W 2006 roku został członkiem Teatru Narodowego w Belgradzie, a w latach 2006–2008 był prezesem Serbskiego Stowarzyszenia Artystów Dramatycznych.
Gutović został nagrodzony wieloma nagrodami, takimi jak m.in.: „Staueta Ćuran” i „Nagroda Sterija” w 1978 roku, „Nagroda Zorana Radmilovića” w 1988, „Nagroda Złotej Areny” w 1989, „Nagroda Nušicia” w 2005, „Nagroda Car Konstantin” w 2006, „Nagroda Rašy Plaović” w 2007 i „Nagroda Zlatni Ćuran” w 2020 roku.
19 sierpnia 2021 roku stan zdrowia Gutovicia nagle się pogorszył i został przetransportowany do Wojskowej Akademii Medycznej. Zmarł 25 sierpnia 2021 w wieku 75 lat.